# Filippinerna i olympiska sommarspelen 1924
Filippinerna deltog med en deltagare vid de olympiska sommarspelen 1924 i Paris. Landets deltagare erövrade ingen medalj.

## Friidrott
- David Nepomuceno